# Robert Morris (művész)
Robert Morris (Kansas City, Missouri, 1931. február 9. – Kingston, New York, 2018. november 28.) amerikai szobrász, konceptualista művész, író. Művészete átmenetet képez a minimal art és a process art között. Érdekes, hogy Morris írta az egyik legjobb cikksorozatot 1966 és 1969 között Jegyzetek a szobrászatról címmel, amivel hidat képez a minimalizmus, a posztminimalizmus és process-art között.

## Filc-szobrok
Erotikus módon jelennek meg (női nemi szerv), – de ugyanakkor a filc hajlékonysága, súlya az, ami a szobrot létrehozza. A szobrok az aktuális időhöz kötődnek; a forma a mulandóság és változékonyság feltételeiből születik meg, ezért tekinthetők process art műveknek.
- Antiform: A filc-szobrok után a mű készítésére és készítőjére utaló munkákat csinál.
- Doboz, saját hangjával: (1961) Kb. másfél órán keresztül lehet hallani azokat a hangokat, melyek a doboz készítése folytán hallatszottak. Tulajdonképpen process-mű, tárgyi jellegű; de ugyanakkor koncept-mű is, mert magán az elkészítés folyamatán túl a műalkotásból semmi más nincs.
- „I"-doboz („én"-doboz): (1961-1964) Az „I" felirat a pasas testére, ill. péniszére rímel, de egybecseng az „eye” (szem) szóval is, mely így a kukucskálásra is utal. Ez a humor sokkal inkább a posztminimalizmushoz tartozik (játékosság). Egyszerű levélszekrényszerű doboz. A műalkotás mint az én hordozója viccesen jelenik meg ebben a műben. Egy kis ajtó mögött a művész meztelen fotója látható. A mű szó szerint veszi a készítő énjét és ő maga lesz a mű alapanyaga. A mű nem egy belső leli tartalom a megjelenítője, hanem önmaga bemutatása.

## Galéria

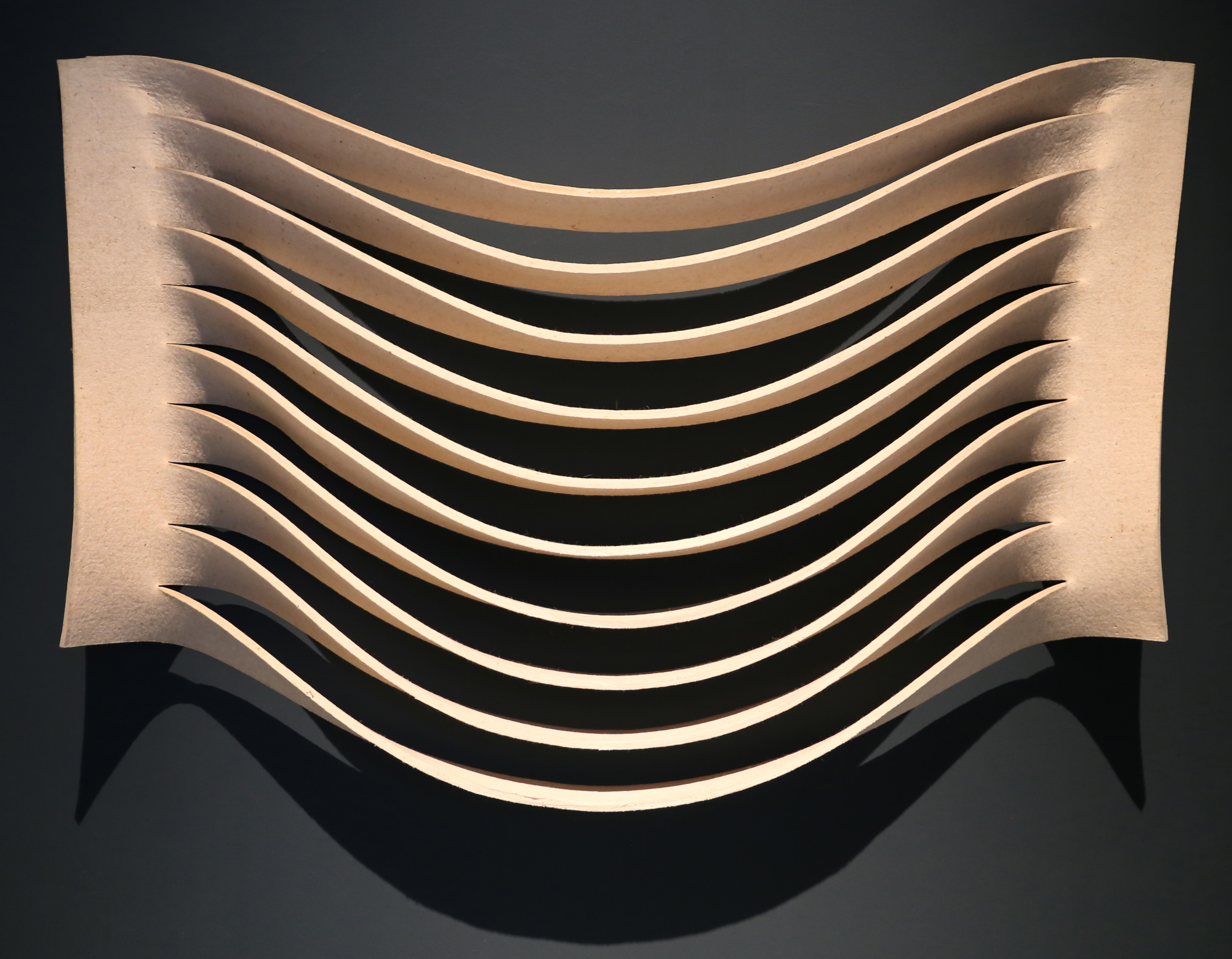
Cím nélkül
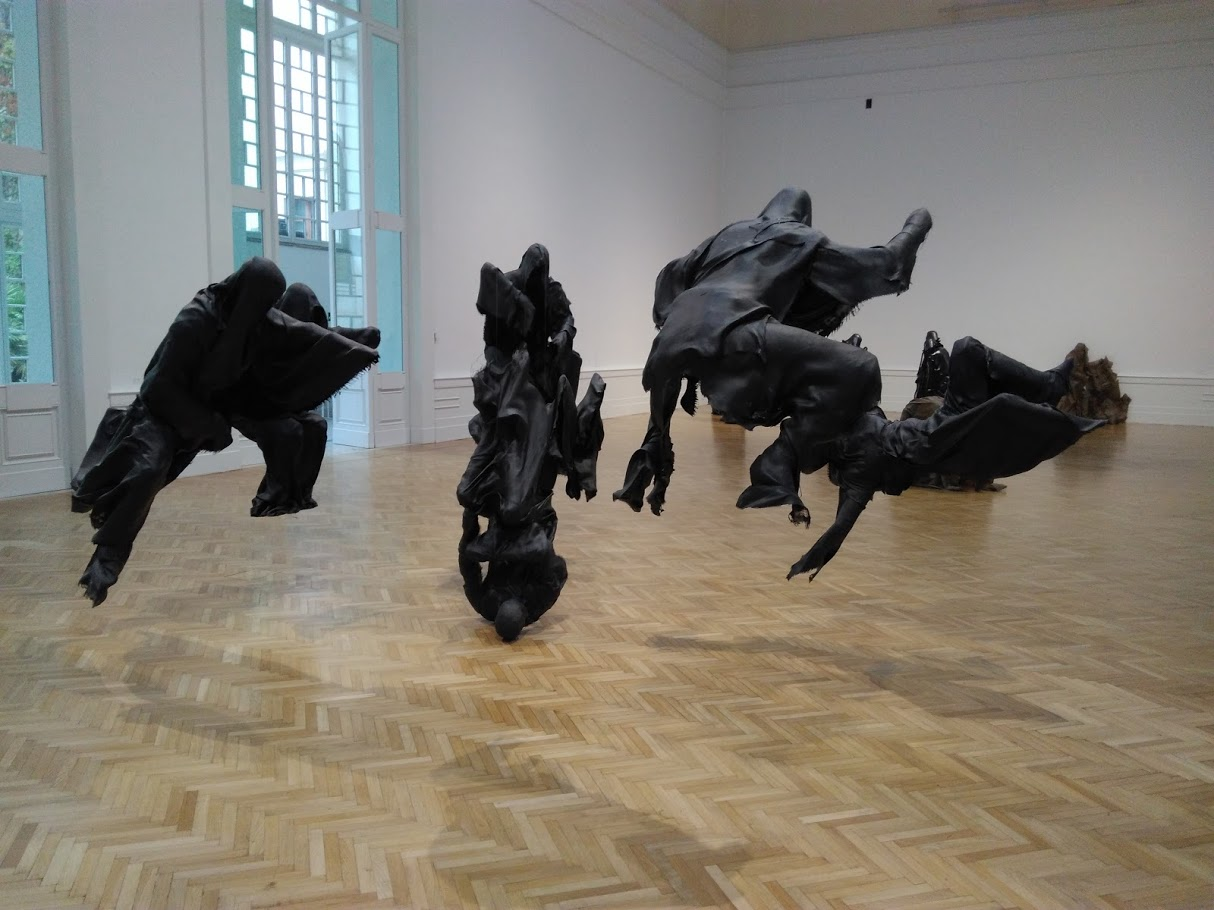
Momentum
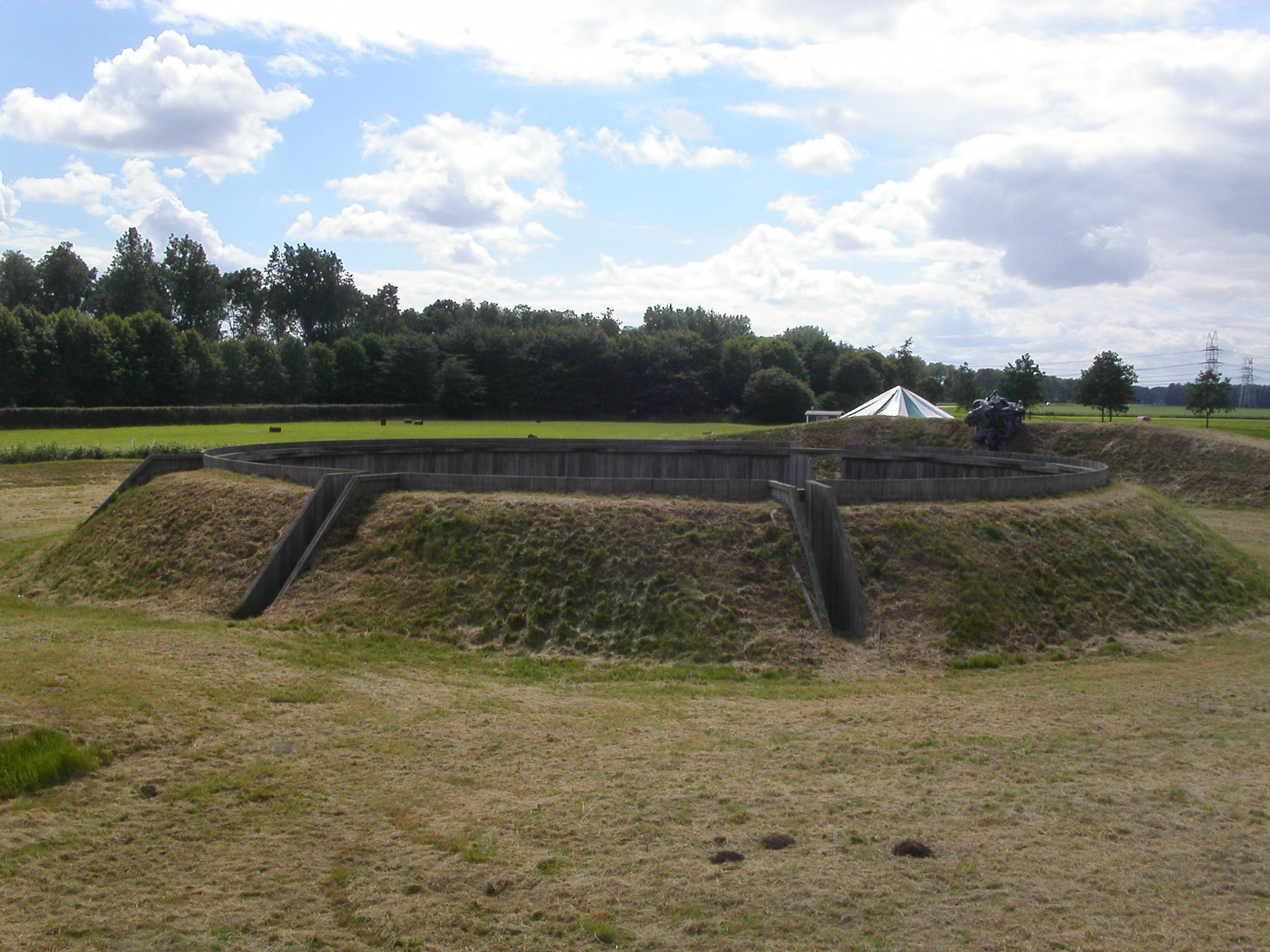
Flevolandi obszervatórium (Hollandia)